# Dorette (Dives)
Pour les articles homonymes, voir Dorette.
La Dorette est une rivière française qui coule dans le département du Calvados. Elle  prend sa source dans le pays d'Auge et se jette dans la Dives près d'Hotot-en-Auge.

## Géographie

### Communes traversées
D'amont en aval, la rivière traverse les communes suivantes, toutes situées dans le département du Calvados : 
- Bonnebosq, Auvillars, Léaupartie, Beaufour-Druval, Cambremer, Rumesnil, Victot-Pontfol, Hotot-en-Auge, Cléville.

## Affluents
La Dorette compte quatre affluents référencés :
- Le Mont Dorain
- Le Ruisseau Sainte-Agathe
- Le Ruisseau aux Martins
- Le Grandouet

## Patrimoine naturel
La Dorette et ses affluents sont classés en zone naturelle d'intérêt écologique, faunistique et floristique de type I, sous le no 250020085. 
Le secteur préservé couvre les communes suivantes :
| - Auvillars - Bonnebosq - Cambremer - Le Fournet | - Léaupartie - Manerbe - Montreuil-en-Auge - Repentigny | - La Roque-Baignard - Rumesnil - Saint-Ouen-le-Pin - Victot-Pontfol |